# Karin Borghouts
Karin Borghouts (Kapellen, 1959) is een Belgisch kunst- en documentair fotograaf. Ze legt voornamelijk architectuur en interieurs vast en werkt vaak in opdracht van Belgische en Nederlandse opdrachtgevers uit de kunst-, cultuur- en erfgoedsector.

## Opleiding
Van 1977 tot 1980 studeerde Karin Borghouts schilderkunst aan het Artistiek Hoger Onderwijs Sint-Maria in Antwerpen (de huidige Karel de Groote Hogeschool). Van 1975 tot 2002 volgde ze ook lessen schilderkunst, beeldhouwkunst en fotografie in deeltijds kunstonderwijs aan de Academie Noord in Brasschaat.

## Carrière
Vanaf 1981 werkte Karin Borghouts 12 jaar als grafisch ontwerper bij bureaus. Vervolgens werkte ze freelance tot 2011. Vanaf 2003 is ze zelfstandig kunstenaar-fotograaf. Van 2012 tot 2014 was ze stadsfotograaf van Antwerpen.

### Persoonlijke projecten
Karin Borghouts eerste publicatie was Through The Looking Glass (2004). Het toont haar fascinatie voor "gemaakte" plekken en decors, zoals in dierentuinen, pretparken en openluchtmusea. Het objectief vastleggen of net construeren van die plekken door middel van fotografie wordt door filosoof Steven Humblet besproken in een essay in de publicatie. Borghouts focus op details en plekken die meestal onopgemerkt aan de bezoeker voorbij gaan, zet zich door in al haar persoonlijke projecten, zoals Rooilijn en The View.
Het afbranden van Borghouts ouderlijk huis in 2012 leidde tot het project The House - Het Huis, dat werd uitgegeven in een losbladige publicatie en leidde tot enkele tentoonstellingen. De verkoolde kamers met hun laag roet doen denken aan het schijnbare karakter dat in haar persoonlijke werken naar voor komt, maar heeft een bijkomende, emotionele laag. De foto's zijn een spel tussen Borghouts gewoonlijke afstandelijkheid en vanzelfsprekende emoties bij de gebeurtenis.
Borghouts meest besproken project is Vincent was here uit 2019. Dat startte doordat de crowdfunding voor Het Huis opgemerkt werd door Ron Dirven, conservator van het Vincent van GoghHuis in Zundert, die Borghouts vroeg om het huis van de tantes van Vincent van Gogh te fotograferen. Tijdens het fotograferen van Het Huis was het Borghouts ook al opgevallen dat ze was opgegroeide met twee reproducties van Van Gogh's werken. Ze raakte opnieuw gefascineerd door de schilder. De twee jaren daarna reisde ze de plaatsen waar Van Gogh is geweest, na, beginnend bij de kerk in Auvers-sur-Oise. Naast gebouwen en landschappen fotografeerde ze ook stillevens. Borghouts moest hier als fotograaf binnen de vastgelegde composities en kleurenschema's van Van Gogh werken, maar naar eigen zeggen leidde dit ertoe dat ze zich met meer artistieke vrijheid op de lichtwerking kon richten. Deze terugkeer naar haar schildersblik leerde haar weer op een andere manier fotograferen. De foto's werden tentoongesteld in het Noordbrabants Museum en het Vincent van GoghHuis en vormen een fotoboek.
Paris Impasse uit 2020 is Borghouts meest recente persoonlijke project. In de lijn van haar aandacht voor het onopvallende fotografeerde ze doodlopende straatjes of "impasses" in Parijs. De meeste daarvan verdwenen tijdens de vernieuwingen in de stad door Georges-Eugène Haussmann in de 19de eeuw, maar Borghouts legde er nog zo'n 400 van de 600 vast op beeld. De foto's getuigen van de gewoonlijke objectiviteit van Borghouts en er zijn geen mensen op te zien.

### Culturele opdrachten
Karin Borghouts maakt foto’s voor verschillende Belgische en internationale architecten, architectenbureaus, architectuurinstellingen en -magazines. Zo verschenen haar foto's in publicaties voor het Vlaams Architectuurinstituut (VAi). Voor Belgische en Nederlandse opdrachtgevers uit de kunst-, cultuur- en erfgoedsector fotografeert Karin Borghouts bekende gebouwen en monumenten, vaak wanneer ze in verbouwing zijn.
- In 2007 werkte ze in opdracht van Erfgoedcel Antwerpen en Koninklijke Maatschappij voor Dierkunde van Antwerpen mee aan de publicatie Zoo beeldig[14], waarvoor ze de Zoo van Antwerpen fotografeerde, een van de oudste dierentuinen ter wereld en de oudste in België.[15]
- Vanaf 2011 is ze werffotografe voor het Koninklijk Museum voor Schone Kunsten in Antwerpen tijdens de verbouwingen.[16]
- Voor de publicatie Koninklijke Serres van Laken[17] in 2015 fotografeerde Borghouts de Koninklijke Serres van Laken. Sinds 2011 fotografeert ze ook het interieur van het Koninklijk Paleis in Brussel.[18]
- In 2014 maakte ze in opdracht van het Stadsmuseum Gent (STAM) een publicatie over 46 Gentse parochiekerken om aan te zetten tot debat over de toekomst van leegstaande kerken.[19] Er werd ook een solotentoonstelling gehouden in het STAM.[20]
- Antwerpen, stad verbeeld[21] uit 2016 toont de relatie tussen Antwerpen en haar verleden, waarbij Borghouts focuste op gerestaureerde of gereconstrueerde historische gebouwen in de stad.[22]
- In opdracht van Stad Gent fotografeerde Borghouts 7 Historische Huizen tussen 2015 en 2016.[23] Van 2012 tot 2015 fotografeerde ze in opdracht van de Universiteit Gent ook al de Boekentoren voor diens restauratie.[24]
- In Nederland werkte Borghouts onder andere samen met Museum De Lakenhal in Leiden tijdens en na de verbouwingen van 2016 tot 2019.[25][26] Haar foto’s zijn uitgegeven in een publicatie[27] en waren onder de naam Museum inTransitie in 2019 te bezichtigen in het museum.[28]

In opdracht van Initia werkte Karin Borghouts aan een publicatie en tentoonstelling over de leefomstandigheden van gezinnen met verschillende culturele achtergronden in Brussel. Daarvoor fotografeerde ze hun interieurs, vooral de woonkamers.
In kader van het project European Eyes on Japan/ Japan Today, dat al sinds 1999 loopt, werd Karin Borghouts door het EU-Japan Fest Japan Committee in 2005 uitgenodigd om in de prefectuur Saga in Japan foto’s te maken van het hedendaagse leven. Haar prints werden getoond op verschillende plaatsen in Japan en Europa.

## Stijl
Karin Borghouts kunst laat zich plaatsen tussen visuele kunst en fotografie. De invloed van schilderkunst is andere andere merkbaar in haar voorkeur voor prints op groot formaat, waarvan ze vindt dat die best tot hun recht komen wanneer ze zoals een schilderij aan een muur hangen. Daarnaast hecht ze door haar schildersopleiding veel aandacht aan kleuren in haar foto’s.
Een belangrijk aspect van Borghouts werk is de confrontatie met de werkelijkheid zoals die geconstrueerd wordt door mensen. Dat komt bijvoorbeeld naar voor in haar foto's voor Vincent Was Here, of voor de Zoo van Antwerpen. Haar lens is bij die laatste gericht op plaatsen waar de bezoeker meestal niet op let of bij stilstaat en waar soms, bijvoorbeeld in kleine scheuren in beschilderingen, het verval van de gemaakte wereld en dus het fictieve karakter ervan, duidelijk wordt. Verlaten plekken worden op een monumentale manier vereeuwigd, waardoor ze zowel een vervreemdend als rustgevend gevoel bij de kijker teweeg brengen. Bij het vastleggen van gebouwen en monumenten voor culturele opdrachten wordt fotografie door haar dan weer eerder als dienstbaar medium beschouwd, bestemd voor het vastleggen van de creaties van anderen, bijvoorbeeld architecten.
Borghouts foto’s van architectuur worden gekenmerkt door een oog voor de monumentaliteit en het statische karakter ervan. Er komen slechts zeer uitzonderlijk mensen in beeld. Dat komt omdat ze voornamelijk werkt met een lange sluitertijd.

## Publicaties (selectie)
- 2020 Paris Impasse
- 2019 Museum De Lakenhal, a portrait
- 2019 Vincent was here
- 2019 Architectuur en telefonie
- 2019 Koninklijke Serres van Laken
- 2016 Antwerpen, stad verbeeld
- 2015 Mijn huis dat was
- 2014 The house
- 2014 Kerken in Gent
- 2014 Goed bewaarde winkelinterieurs sinds 1875
- 2013 "Bindingen", portraits, objects and stories
- 2013 Vooruit 100
- 2012 Voorbij de Scène
- 2011 Imaging History
- 2009 View in a Japanese garden
- 2008 The Show
- 2007 Zoo beeldig
- 2006 European Eyes on Japan/ Japan Today
- 2006 Living
- 2005 Rooilijn
- 2004 Through the looking glass